# 松延知明
松延 知明（まつのぶ ちあき、本名：大橋 典之（おおはし のりゆき）、1992年3月25日 - ）は、日本の俳優、タレントである。
東京都出身。2020年9月30日、12年間所属したスターダストプロモーションを退所。
2022年1月22日より、「ACTORS' SQUAD」というショートムービーを中心に俳優自らが作品を生み出していく活動を開始。
2023年5月1日より、株式会社Ruby・sue所属。活動名を大橋典之から松延知明に変更した。

## 人物
- 中学時代はラグビー部、高校時代は野球部に所属。ポジションはライト。
- 特技は、ギター、ベース、ピアノ、料理、動画編集、水回りの掃除。
- 趣味は、映画鑑賞、読書、野球、ラグビー、キャンプ、ツーリング。
- 応援している野球チームは福岡ソフトバンクホークス。
- 普通自動車免許、野菜ソムリエジュニアマイスター、漢字検定2級の資格を持つ。
- 2020年11月14日、自身のTwitterにてYouTube集団「ぽんこつハウス」の「もずく」として活動していることを明かした。あくまでそっくりの別人と主張している[3]。
- 2023年5月1日、株式会社Ruby・sue所属に所属すること及び、活動名を大橋典之から松延知明に変更することを発表した。

## 出演

### テレビ
- 特上カバチ! 第2話（2010年1月、TBS）
- ドラクロワ（2012年7月、NHK）
- 失恋ショコラティエ 第1話（2014年1月、フジテレビ）
- 恋文日和 Letter 3 キミに読む手紙（原題：郵便屋の恋）（2014年1月、日本テレビ）
- BSスカパー！オリジナル連続ドラマ第3弾「アカギ」（2015年7月、BSスカパー!）
- 花嵐の剣士 〜幕末を生きた女剣士・中沢琴〜（2017年1月、NHK BSプレミアム） - 沖田総司 役
- 刑事7人 Season6 第8話（2020年8月 - 9月、テレビ朝日） - 松野貴司 役
- 歴史秘話ヒストリア「戦国マネー・ウォーズ」（2020年9月、NHK） - 豊臣秀頼 役
- 幸せ！ボンビーLOVE〜こんな私でも好きになってくれますか？（2021年2月23日・3月2日、日本テレビ）[4]
- 連続テレビ小説 ちむどんどん（2022年5月9日、NHK） - 照屋良太郎 役
- パリピ孔明（2023年10月4日 、フジテレビ） - TAKU 役[5]
- 大奥 Season2「医療編」（2023年10月17日 、NHK総合） - 取次 役
- もしも法律が作れたら（2023年11月26日、日本テレビ）
- BS朝日「食べて!飲んで!Mr.コウジ 名店探訪」#10『マグロスタンダード門前仲町店 篇』（2024年3月11日、BS朝日）
- NHKプレミアムドラマ「老害の人」（2024年5月12日 、BSプレミアム4K／NHK BS）第2話 - 草野明 役
- 相棒season23（2024年11月20日 、テレビ朝日）第5話 - 堀龍之介 役
- シンお仕事ドラマ製作委員会（2025年1月5日、テレビ朝日） - 健二 役

### Webドラマ
- 機界戦隊ゼンカイジャー スピンオフ ゼンカイレッド大紹介！最終カイ！（2021年3月28日、TELASA） - 人ブルーン 役[注 1]

### 映画
- 私の優しくない先輩（2010年7月）
- ショートフィルム「東京シャッターガール」（2013年10月） - 玉城大樹 役
- リアル人狼ゲーム（2013年10月） - 嶋野秋雄 役
- 真夏の4P!!! 2014『したさきのさき』（2014年8月）

### CM
- ソニー「グローバルブランディングキャンペーン」（2010年3月 - 2011年6月）
- ソニー「Vita」（2012年5月 - 8月）
- スクウェア・エニックス「ドラゴンクエストX」（2012年8月 - 11月）
- はるやま商事「紳士服のはるやま」（2013年9月 - 2014年2月）
- 日本コカ・コーラ「瓶ボトル100周年」（2015年1月 - 2016年1月）
- ロート製薬「DEOCO」（2019年3月25日 - ）
- 江崎グリコ「牧場しぼり『もっと新鮮ミルク体験ムービー』」（2020年9月7日 - ）

### プロモーションビデオ
- ASIAN KUNG-FU GENERATION「マジックディスク」（2010年6月）
- 平井堅「アイシテル」（2010年11月）
- BOYFRIEND「スタートアップ！」（2014年5月）
- 「LINE NEWS」の動画コンテンツ「VISION」ショートムービー「夢で会えても」（2020年12月）[6]
- ライディングギア・ブランド『アールエスタイチ』秋冬新作シリーズ（2023年11月）映像 - YouTube

### 舞台
2010年
- EBiDAN（恵比寿学園男子部）（2010年8月27日 - 29日、恵比寿・エコー劇場）

2014年
- 劇☆男 第3回公演「キリトリⅢ」（2014年6月）
- 劇☆男 第4回公演「キリトリ4」（2014年11月）

2015年
- 無秩序な助走（2015年2月）
- 劇☆男第5回公演「009」（2015年3月）
- 遙かなる時空の中で6（2015年11月27日 - 12月6日、全労済ホール スペース・ゼロ） - 片霧秋兵 役
- 劇☆男 第6回公演「Birth」（2015年12月）

2016年
- 劇☆男 第7回公演「2069」（2016年6月）
- 劇団さるもこしかける社 第七回公演「7人の負け犬」（2016年8月）
- 僕は今日も明日のキミに恋をする。（2016年10月5日 - 9日、d-倉庫）[7]
- スタジオライフ「DAISY PULLS IT OFF」（2016年12月1日 - 18日、シアターサンモール）[8]

2017年
- 劇☆男 第8回公演「BIRTH 〜joining souls〜」（2017年2月）
- 遙かなる時空の中で６ 幻燈ロンド（2017年5月4日 - 10日、全労済ホール スペース・ゼロ） - 片霧秋兵 役[9]
- プリンス・オブ・ストライド THE LIVE STAGE エピソード3（2017年6月17日 - 7月2日、シアター1010 他） - 五十公野了 役
- プリンス・オブ・ストライド THE LIVE STAGE エピソード4（2017年8月14日 - 27日、シアター1010 他） - 五十公野了 役
- ウォーキング・スタッフ プロデュース ライブリーディング公演「－初恋」（2017年11月）

2018年
- 猫と犬と約束の燈（再演）（2018年2月7日 - 12日、草月ホール）[10]
- プリンス・オブ・ストライド THE LIVE STAGE エピソード5（2018年5月31日 -  6月17日、シアター1010 他） - 五十公野了 役
- おおきく振りかぶって 夏の大会編（2018年9月6日 - 30日、サンシャイン劇場 他） - 阿部隆也 役[11]

2019年
- 俺たちマジ校デストロイ（2019年3月21日 - 30日、シアター1010） - 加賀幸彦（ユッキー） 役[12]
- 音楽劇「ハムレット」（2019年10月22日 - 25日、天空劇場） - ホレーシオ 役[13]

2020年
- ダブルヘッダー特別公演『おおきく振りかぶって』／『おおきく振りかぶって 秋の大会編』（2020年2月14日 - 24日、サンシャイン劇場） - 阿部隆也 役[14]
- 舞台「WITH by IdolTimePripara」（2020年12月10日 - 12日、Zepp DiverCity TOKYO） - めが兄ぃ 役[15]

2021年
- フライドBALL企画vol.41 『ポッケの中の折々』（2021年8月11日 - 15日、新宿THEATER BRATS） - 主演 倉持善一郎 役
- 舞台「赤い糸の繋がる先は」（2021年10月19日 - 24日、上野ストアハウス） - 高橋啓太 役
- おおばかもの〜メレンゲとわすれもの〜（2021年11月17日 - 21日、草月ホール） - 桐谷恭司 役

2022年
- DANPRI STAGE -アイドルランド・オブ・ザ・デッド-（2022年3月3日 - 6日、ヒューリックホール東京） - めが兄ぃ 役[16]
- The Great Gatsby In Tokyo（Modern ver）（2022年6月17日 - 21日、三越劇場） - トム・ブキャナン 役[17]
- 朗読劇「改札を抜けて」（2022年8月27日 - 28日、キンケロ・シアター） - Bキャスト 山田信二 役[18]
- 新感覚恋愛×マーダーミステリー劇『Love Letter for You』（2022年9月3日 - 5日、EX THEATER ROPPONGI） - 刑事 井上ノリユキ 役[19]
- 新感覚恋愛×マーダーミステリー劇『Love Letter for You』再演（2022年11月17日 - 19日、新宿村LIVE） - 刑事 井上ノリユキ 役[20]
- Regulation‘s High！（2022年11月30日 - 12月4日、シアターサンモール） - 海堂卓 役[21]
- あ・うん♡ぐるーぷ 美しすぎる時代劇名作シリーズ「日本橋」（2022年12月22日 - 24日、座・高円寺座2） - 喜平、大介、内藤 役

2023年
- Uzume第10回公演「ホシガクレ」（2023年3月8日 - 12日、テアトルBONBON） - 山倉久志 役
- 新感覚恋愛×マーダーミステリー劇『Love Letter for You』第3回公演（2023年6月16日 - 18日、新宿村LIVE） - 刑事 井上ノリユキ 役
- 出世噺Salaryyyy（2023年8月12日 - 13日、 シアター・アルファ東京） - 名無しの権兵衛 役
- 青いはる（2023年11月29日 - 12月3日、 シアター・アルファ東京） - 内藤瞬 役

2025年
- 舞台「さくら山荘 こけら落とし」（2025年8月20日 - 24日、劇場MOMO）

### イベント
- STAGE FES 2018（2018年12月31日、大宮ソニックシティ）[22]
- 俺たちマジ校デストロイ マジステLIVE2019 NEO☆FES（2019年11月4日、日本青年館ホール） - 加賀幸彦（ユッキー） 役[23]
- トークイベント・俳優魂（2020年12月25日、赤坂チャンスシアター）
- かず茶vol.2（2020年12月28日、高田馬場音部屋スクエア）
- 舞台「WITH by IdolTimePripara」DANPRI SPECIAL EVENT（2021年3月19日 - 20日、ヒューリックホール東京） - めが兄ぃ 役[24]
- X'mas Specialトークイベント〜俳優魂〜（2021年12月26日、Art Live Space「Special Colors」）
- 春爛漫トークイベント・俳優魂（2022年4月2日、赤坂チャンスシアター）
- 田中・梅津生誕祭with愉快な仲間たち（2022年8月13日、MARRYGRANT AKASAKA -Matrimonio-）
- 俳優魂〜丸山birthday〜（2022年10月5日、ライブハウス上野 Untitled）
- wakku‒luck 第1回「写真撮影の極意を学ぶ」（2023年3月19日、YMCAアジア青少年センター）
- Ruby・sueファンミーティング「写真を囲んでみんなでお話し会with 丸谷嘉長 写真展」（2025年2月22日、BAR山崎文庫）

### その他
- 役者100人展『うたう！役者100人展！！』（2022年12月23日 - 27日・2023年1月4日 - 9日、東京芸術劇場ギャラリー2＆アトリエウエスト / 2023年1月31日 - 2月5日、京都 同時代ギャラリー）

## 書籍
- 写真集「wakku-luck01 写真集企画　松延知明」（2023年7月、株式会社和奏AGENCY）